# Cadiz hardyi
Cadiz hardyi is een keversoort uit de familie bladkevers (Chrysomelidae). De wetenschappelijke naam van de soort werd in 1992 gepubliceerd door Fred Gordon Andrews & Gilbert.